# Doom (videoigra, 2016)
Doom je prvoosebna strelska videoigra razvijalskega studia id Software, ki jo je izdalo podjetje Bethesda Softworks.  Je četrti samostojen del istoimenske franšize in prvi večji naslov od igre Doom 3 iz leta 2004. Igra je izšla 13. maja 2016 za sisteme Microsoft Windows, PlayStation 4 in Xbox One, 10. novembra 2017 pa je v sodelovanju z razvijalsko ekipo Panic Button izšla še predelava za konzolo Nintendo Switch.
Igralec kot v ostalih igrah v seriji prevzame vlogo neimenovanega vesoljskega marinca v boju proti demonskim silam iz pekla, ki jim je aktivnost podjetja Union Aerospace Corporation (UAC) odprla portal v naše vesolje. Zgodba ni nadaljevanje tiste iz prejšnjega dela, ji je pa podobna v tem, da se dogaja na Marsu, kjer ima UAC ogromen raziskovalni in industrijski kompleks. Akcija je intenzivnejša, z več svobode premikanja kot v Doomu 3, ki je bil po pristopu že bližje preživetvenim grozljivkam. Novost so novi načini premikanja, nadgrajevanje igralčevega lika in poseben način usmrtitve nasprotnikov. Igra vsebuje tudi večigralski način in urejevalnik stopenj »SnapMap«; prvega so razvili v sodelovanju s studiem Certain Affinity, slednjega pa z Escalation Studios.
Igra je bila prvič najavljena kot Doom 4 leta 2008, a je bila po dolgotrajnem in prekinjenem razvojnem ciklu preimenovana preprosto v Doom. Ob izidu je bila deležna odobravanja kritiške in širše javnosti, kritiki so pohvalili predvsem enoigralsko kampanjo, grafiko in igralnost, ki se približa prvim delom serije in ostalim igram tega sloga iz 1990. let. Manj odobravanja je požel večigralski način. Uspešna je bila tudi prodajno, kot druga najbolje prodajana videoigra v Severni Ameriki in Združenem kraljestvu v nekaj tednih po izidu. V tem času je bilo prodanih pol milijona izvodov samo za osebne računalnike.

## Igranje
Osnovni pristop do akcije je, da spodbuja igralca k hitremu prebijanju skozi skupine sovražnikov namesto streljanja izza kritja in taktiziranja v spopadih. Od premaganih nasprotnikov padata življenjska energija in strelivo, tako da mu ni treba prekinjati gibanja za oskrbovanje. Poleg tega je vključena mehanika usmrčevanja, t. i. Glory Kills: ko je nasprotnik že skoraj mrtev, postane omamljen, nakar ga lahko igralec s pritiskom na posebno tipko takoj usmrti, ta akcija pa ga nato še dodatno nagradi – vendar se mu mora povsem približati preden se nasprotnik znova zave. Poleg standardnih načinov premikanja omogoča dvojne skoke in prijemanje za robove.
Igra vsebuje obsežen arzenal orožij, ki jih igralec zbira tekom stopenj in nato preklaplja med njimi, streljajo neprekinjeno dokler ne porabi zaloge določenega tipa streliva. Med njimi sta dve posebni, znameniti BFG 9000 iz prejšnjih delov, ki je izredno močno energijsko orožje z zelo omejenim strelivom, in motorna žaga, za katero mora zbirati gorivo. Žaga v neposredni bližini takoj usmrti kateregakoli sovražnika, a za močnejše porabi več goriva. Za večino orožij lahko med igro najde modifikacije, ki dodajajo nove načine streljanja. Poleg tega lahko na bolj ali manj skritih mestih v stopnjah dobi nadgradnje za svoj oklep ter druge bonuse.

### Večigralstvo
Za večigralstvo prek omrežne povezave ponuja Doom več igralnih načinov, vsak proti vsem in sodelovalnih. Ta način vsebuje posebne nadgradnje, ki igralca začasno spremenijo v eno od demonskih bitij, ob udeleževanju večigralskih spopadov pa pridobiva tudi točke izkušenj, ki jih lahko porabi za nakup nadgradenj svojega lika. Izgled tega lahko sicer močno spreminja in prilagodi svojemu okusu.

## Zgodba
Dogajanje se odvija v industrijsko-raziskovalnem kompleksu podjetja Union Aerospace Corporation na Marsu. Njegov direktor Samuel Hayden je dal svojo zavest prenesti v robotsko telo, ko je izgubil boj z rakom. Pred dogodki v igri so raziskovalci UAC našli način, kako črpati energijo iz pekla, da bi rešili energetsko krizo na Zemlji. V ta namen so zgradili stolp Argent, ki črpa energijo in omogoča potovanje med našim vesoljem in peklom. Hayden je vodil že več odprav v pekel, od koder so vojaki UAC pripeljali ujete demone in razne artefakte za preučevanje. Eden od njih je bil sarkofag z igralčevim likom (t. i. Doomguyem), ki so ga ujeli in zaprli demoni med njegovim prejšnjim uničevalskim pohodom skozi pekel.
Eno od vodilnih znanstvenic UAC, Olivio Pearce, demonski vpliv pokvari, zato sklene pakt s silami pekla in jim odpre pot v naše vesolje, kar spremeni skoraj vse osebje marsovske baze v brezumne zombije. Ko vsi drugi poskusi upiranja invaziji propadejo, Hayden izpusti igralca, ki se nato bori proti demonom v zavzeti bazi, vmes pa nekajkrat potuje tudi do pekla in nazaj. Tam najde magičen meč, »Crucible«, s katerim uniči vir energije za portal in ga tako zapre. Na koncu pride do Olivie Pierce, ki jo pekel spremeni v ogromno pajkasto pošast (»Spider Mastermind«), in jo ubije.
Ob vrnitvi Hayden zapleni meč, ki ga namerava uporabiti pri nadaljnjih raziskavah. Kljub vsemu, kar se je zgodilo, je pekel kot vir energije preveč dragocen za Zemljo, da bi se mu odpovedali. Hadyen pove, da ne more ubiti igralca, da pa se ta ne bi vmešaval, ga prežarči na nek neznan kraj. Reče mu le, da se bosta nekoč spet srečala.

## Razvoj
Četrti del serije Doom je leta 2007 napovedal takratni vodja razvoja John Carmack. Dve leti kasneje je razvijalsko ekipo prevzelo podjetje ZeniMax Media in oznanilo, da bo tega in druge naslove, ki so bili takrat v ravoju, izdala njegova podružnica Bethesda Softworks. Napredek je zastal in leta 2013 so prišle v javnost informacije, da so medtem začeli z delom na novo, a da večjega napredka še vedno ni – igra je bila v t. i. razvijalskem peklu. Poleg tega je novembra 2013 ekipo zapustil Carmack.
Govoricam o ukinitvi navkljub so na sejmu leta 2014 prikazali demonstracijo igre, ki so jo preimenovali preprosto v Doom. Takrat je že bila sprejeta usmeritev, da bodo ustvarili predvsem dinamično, zabavno in nekoliko otročjo strelsko igro z močno poudarjenim akcijskim elementom, ki prej spominja na arkadne igre kot na bolj realistične prvoosebne vojaške simulacije (Call of Duty ipd.), ki so bile priljubljene takrat. Vodja razvoja Hugo Martin je kasneje izjavil, da so navdih črpali pri rock glasbi in risani seriji He-Man ter da je zgodba namerno povsem postranskega pomena. Glavni poudarek so dali premikanju, zato ni vključena mehanika ponovnega nabijanja orožij, stopnje pa so oblikovali tako, da igralca odvračajo od skrivanja in taktiziranja.

## Izid in odziv
| Agregator    | Ocena   |
| ------------ | ------- |
| GameRankings | 85,83 % |
| Metacritic   | 85/100  |

| Publikacija               | Ocena   |
| ------------------------- | ------- |
| Destructoid               | 9/10    |
| Electronic Gaming Monthly | 8.5/10  |
| Game Informer             | 8.75/10 |
| GameRevolution            | [ 25 ]  |
| GameSpot                  | 8/10    |
| GamesRadar+               | [ 27 ]  |
| Giant Bomb                | [ 28 ]  |
| IGN                       | 7.1/10  |
| PC Gamer (ZDA)            | 88/100  |
| Polygon                   | 8.5/10  |
| Daily Express             | [ 32 ]  |
| Digital Spy               | [ 33 ]  |
| The Telegraph             | [ 34 ]  |

Preskusna (beta) različica, dostopna prednaročnikom igre Wolfenstein: The New Order, je izšla 31. marca 2016 in bila aktivna do 3. aprila. Sledila ji je odprta preskusna različica za osebne računalnike in konzoli Xbox One ter PlayStation 4. Doom je dokončno izšel 13. maja 2016 za te tri platforme po vsem svetu, razen na Japonskem, kjer je bil izid zakasnjen en teden. To je bila prva igra iz serije Doom, ki je lahko izšla necenzurirana na nemškem trgu. Prednaročila za Xbox One so bila odprta že 23. februarja tega leta; zgodnji kupci so brezplačno prejeli prva dva dela serije in nekaj dodatkov.
Kmalu po izidu je podjetje id Software prekinilo sodelovanje s Certain Affinity in se lotilo popravkov večigralskega načina, kot odziv na številne kritike. Poleg popravkov so 4. avgusta 2016 izdali prvi plačljivi dodatek, Unto the Evil, ki razširja igro z novimi vsebinami za večigralski način: tremi novimi stopnjami, kontrolo nad enim novim demonom ter dodatno opremo. Leto dni kasneje je posodobitev igre odprla ta dodatek brezplačno za vse igralce in vnesla še nekaj sprememb v nadgrajevanje likov v večigralskem načinu ter manjše popravke.
Sredi septembra 2017 so razvijalci napovedali še različico za konzolo Nintendo Switch, ki pa zaradi omejene količine podatkov na standardni kartuši za to konzolo ne vsebuje urejevalnika stopenj, medtem ko je večigralski način na voljo kot dodatek za ločeno nalaganje z interneta. Izšla je 10. novembra tega leta.

### Doom VFR
Na sejmu E3 leta 2017 je Bethesda oznanila predelavo v navidezno resničnost za vizirja PlayStation VR in HTC Vive. V tej različici igralec prevzame vlogo zadnjega preživelega v kompleksu na Marsu, ki mu ob smrti prenesejo zavest v računalniško omrežje. Tam se mora boriti z demoni in ponovno vzpostaviti delovanje baze. Ta različica je izšla 1. decembra 2017.

### Odziv
Igra je doživela pretežno pozitiven odziv kritikov in javnosti. Na agregatorjih, ki zbirajo in povprečijo ocene recenzentov, ima povprečno oceno okrog 87 od 100 na večini platform. Recenzenti so posebej izpostavili enoigralsko kampanjo, medtem ko je bil večigralski način zaradi nedodelanosti deležen več kritik.
Ob izidu je postala druga najbolje prodajana igra meseca, za Uncharted 4: A Thief's End, tako v ZDA kot v Združenem kraljestvu, kjer je prodaja v prvem tednu za dve tretjini presegla prodajo tretjega dela serije. Do konca maja 2016 je bilo prodanih več kot pol milijona izvodov samo za osebne računalnike, do julija 2017 pa več kot dva milijona.
Več igričarskih publikacij, med njimi GameSpot,  GamesRadar in The Escapist, je Doom uvrstilo na svoje pregledne sezname najboljših iger leta 2016.